# Lahontan (Nevada)
Lahontan es un área no incorporada ubicada en el Condado de Churchill, Nevada, Estados Unidos.